# Russell Davenport
Russell Wheeler Davenport (n.Pensilvania, 1899 - m. 19 de abril de 1954) fue un escritor estadounidense.
Hijo de Russell W. Davenport Sr., vicepresidente de aceros Bethlehem, y de Cornelia Whipple Farnum.
Sirvió en la armada de EE. UU. en la Primera Guerra Mundial y recibió una Croix de Guerre. Estudió en la Universidad de Yale y se graduó en 1923. Entre sus compañeros estaban Henry Luce y Briton Hadden, estos últimos fundadores de la revista Time. Mientras estuvo en Yale fue miembro de la sociedad secreta  Calavera y Huesos. En 1929 se casó con Marcia Davenport, hasta que en 1944 se divorciaría de ella. Se unió al equipo editorial de la revista Fortune.
Con 41 años pasó a la política y se convirtió en el asesor personal y político de Wendell Willkie. Este último era el candidato republicano en las elecciones a la presidencia de EE. UU. en 1940. Estas las perdió contra Franklin Roosevelt. Después de la muerte de Willkie en 1944, Davenport pasó a ser el líder de-facto de los republicanos.
Tras la Segunda Guerra Mundial, estuvo en el equipo de las revistas Life y Time hasta 1952. 
Su libro La dignidad del hombre fue editado a título póstumo en 1955.